# Конвой (фильм, 1978)
«Конвой» (англ. Convoy) — американский художественный фильм, поставленный режиссёром Сэмом Пекинпа по мотивам одноимённой песни, написанной Уильямом Фрайзом совместно с Чипом Дейвисом.

## Сюжет
Водители-дальнобойщики вступают в конфликт с шерифом одного из округов Аризоны, который штрафует их за малейшее нарушение. В знак протеста они образуют конвой — колонну из многих грузовиков, которая мчится по дорогам Америки, увеличиваясь за счёт прибывающих машин. Во главе конвоя становится опытный дальнобойщик Мартин Пенуолд по прозвищу Резиновый Утёнок на тягаче Mack RS700L. Протест постепенно перерождается в широкое социальное движение, опасное для местного губернатора.

## В ролях
| Актёр              | Роль                                        |
| ------------------ | ------------------------------------------- |
| Крис Кристофферсон | Мартин Пенуолд по прозвищу Резиновый Утёнок |
| Эли Макгроу        | Мелисса                                     |
| Эрнест Боргнайн    | шериф Лайл Уоллес                           |
| Берт Янг           | Бобби «Розовая мечта»                       |
| Мэдж Синклер       | Чёрная вдова                                |
| Франклин Аджайе    | Паук Майк                                   |
| Брайан Дэйвис      | Чак Арнольди                                |
| Сеймур Кассел      | губернатор Джерри Хаскинс                   |
| Кэсси Йейтс        | Вайолет                                     |
| Уолтер Келли       | агент ФБР Хэмилтон                          |
| Вайти Хьюз         | Белая Крыса                                 |
| Билл Кунц          | Старая Игуана                               |
| Вера Зенович       | Тельма                                      |
| Дон Леви           | сенатор Майерс                              |
| Джон Брисон        | губернатор Техаса                           |
| Сэм Пекинпа        | режиссёр новостей                           |

## Музыка
Один из немногих случаев, когда целый фильм снят по мотивам одной песни. Автор — Уильям Фрайз под псевдонимом C. W. McCall. Была использована его песня «Конвой» (англ. Convoy), написанная осенью 1975 г. и занимавшая первые строчки во многих чартах как в США, так и в других странах.

## Производство
Из-за постоянных проблем со здоровьем, вызванных алкоголизмом и наркозависимостью, Пекинпа был вынужден пригласить в качестве второго режиссёра своего друга Джеймса Коберна. Коберн отснял большое количество материала, пока Пекинпа оставался в своём трейлере.

## Прокат
Прокат фильма в Японии стартовал 10 июня 1978 года, в США — 28 июня 1978 года, в Гонконге — 23 ноября 1978 года, в Колумбии — 24 января 1978 года, в СССР — в ноябре 1985 года.